# プラハ国立美術館
プラハ国立美術館（プラハこくりつびじゅつかん、Národní galerie v Praze）は、チェコの首都プラハにある美術館群である。以下の部門に分かれている。

## 構成
- シュテルンベルク宮殿（Šternberský palác）（チェコ語） - バロック期までのヨーロッパ美術
- シュヴァルツェンベルク宮殿 (Schwarzenberský palác) （チェコ語）- ボヘミアのバロック美術
- 聖イジー聖堂（Klášter svatého Jiří） - ボヘミアの19世紀美術
- アネシュカ修道院（Klášter svaté Anežky České）（チェコ語）(en) - ボヘミア及び中央ヨーロッパの中世美術
- ヴェレトゥルジュニー宮殿（Veletržní palác）（チェコ語） - 20世紀および21世紀美術
- ゴルツ・キンスキー宮殿（Palác Kinských）（チェコ語）(en) - 17世紀から20世紀までのチェコ風景画コレクション
- 黒い聖母の家（Dům u Černé Matky Boží）（チェコ語）(en) - チェコ・キュビズム
- プラハ市外の展示施設
  - Žďár nad Sázavou（チェコ語）- バロック美術。Žďár nad Sázavouの城塞に展示。
  - Fryštát castle in Karviná – 19世紀のチェコ美術。カルヴィナー市の旧オーストリア=ハンガリー帝国時代の城塞に展示。

## ギャラリー

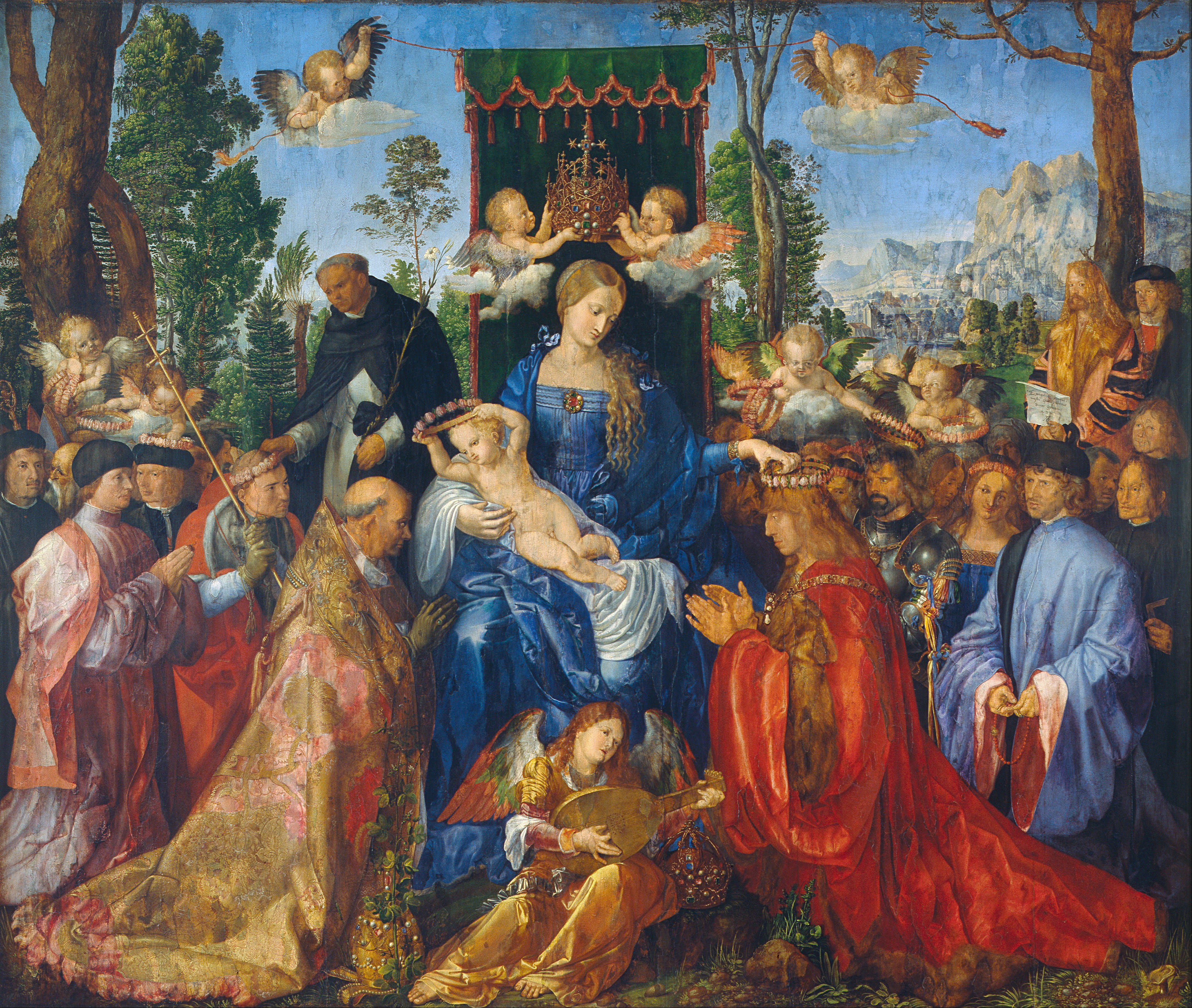
アルブレヒト・デューラー『薔薇冠の祝祭（1506年）
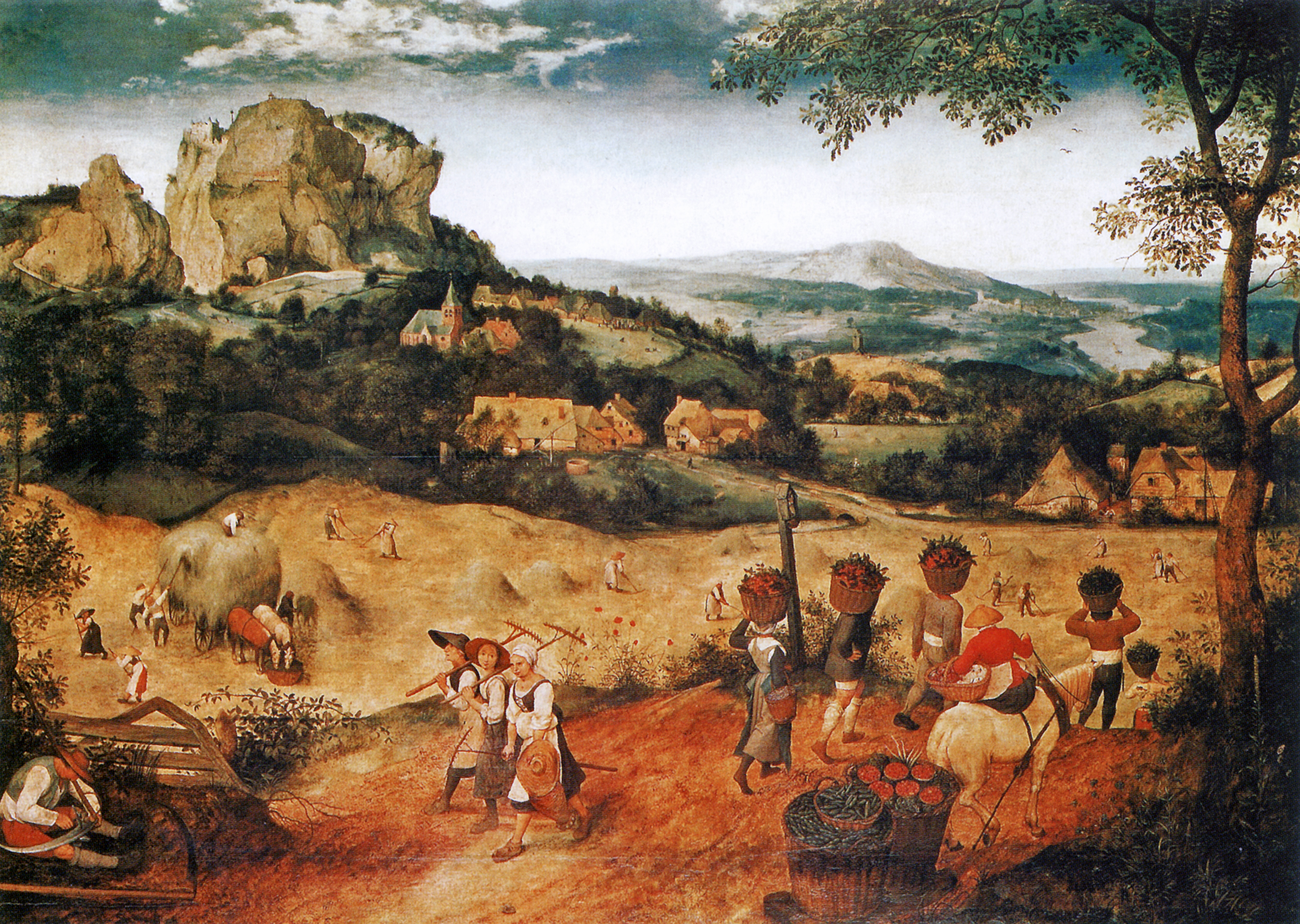
ピーテル・ブリューゲル『干草の収穫』（1565年）

## 日本にて
「プラハ国立美術館展ルーベンスとブリューゲルの時代」として、2007年より2009年までBunkamura ザ・ミュージアム、鹿児島市立美術館、山梨県立美術館、奥田元宋・小由女美術館、2008年2月9日(土)－3月30日(日)　愛媛県美術館、そごう美術館等で巡回展が開催された。

## 関連文献
発行年順
- 『ラミューズ : 世界の名画と美術館を楽しむ』第27号 (プラハ国立美術館)、講談社〈世界の美術館 ; 27〉、1993年。全国書誌番号:93066038。
- ウィーン国立工芸美術館・プラハ国立美術館・ブスト工芸美術館』、平山郁夫 ; 小林忠 (編著・監修)、講談社〈秘蔵日本美術大観・第11巻〉、1994年。全国書誌番号:95055473。
- 『週刊世界の美術館』第65号(プラハ国立美術館 : チェコ)、講談社、2001年。全国書誌番号:20150195。
  - 改版『週刊世界の美術館 : 最新保存版』第59号(プラハ国立美術館 : チェコ)、講談社、2009年。全国書誌番号:21656792。